# GCW World Championship
El GCW World Championship (Campeonato Mundial de GCW, en español) es un campeonato mundial de lucha libre profesional creado y utilizado por la compañía de lucha libre estadounidense Game Changer Wrestling (GCW). Es el máximo campeonato de la compañía para competidores individuales. El campeón actual es Mance Warner, quien se encuentra en su primer reinado.

## Historia
Como la mayoría de los campeonatos de lucha libre profesional, el título se gana como resultado de una pelea programada. Originalmente el campeonato fue creado bajo el nombre de JCW Championship el 14 de abril de 2000, cuando la compañía se llamaba Jersey Championship Wrestling. El campeón inaugural fue Andrew Anderson quien derrotó a Nick Maddox en la final de un torneo para determinar al campeón inaugural el 14 de abril de 2000.

## Nombres
| Nombre                 | Años                     |
| ---------------------- | ------------------------ |
| JCW Championship       | 2000 — 2004; 2013 — 2015 |
| GCW World Championship | 2015 — presente          |

## Campeones
El campeón inaugural fue Andrew Anderson quien derrotó a Nick Maddox en la final de un torneo para determinar al campeón inaugural el 14 de abril de 2000. Desde entonces ha habido 23 campeones diferentes repartido en 25 reinados. Slyck Wagner Brown, Tama Tonga y Masha Slamovich son los 3 luchadores no estadounidenses en haber tenido el campeonato.
El campeón con el reinado más largo es Nick Gage quien mantuvo el título por 722 días en su primer reinado le sigue Rickey Shane Page con 488 días en su único reinado y Jon Moxley con 399 días en su único reinado. Mientras que AJ Gray posee el récord con el reinado más corto con apenas algunos minutos.
En cuanto a la edad de los campeones, Nick Gage es el campeón más viejo quien logro el campeonato a los 42 años y 16 días. Mientras que Low Ki es el campeón más joven logrando el título a sus 20 años y 299 días.
En cuanto al peso de los campeones, Don Montoya es el campeón más pesado con 136 kg. Mientras que Masha Slamovich es la campeona más liviana pesando 62 kg. Slamovich hizo historia al ser la primera mujer en ganar el campeonato y la segunda mujer en la historia en ganar el campeonato máximo de su empresa.
Por último Nick Gage es el campeón con más reinados con 3.

### Campeón actual
El campeón actual es Mance Warner, quien se encuentra en su primer reinado. Warner logró el campeonato tras derrotar al excampeon Joey Janela un 2 de junio de 2024 en el evento Cage Of Survival 3.

### Lista de campeones
| N.º                           | Campeón              | Lucha                    | Lucha                             | Lucha                           | Estadísticas | Estadísticas | Notas y referencias |
| N.º                           | Campeón              | Fecha                    | Evento                            | Ubicación                       | Reinado      | Días         | Notas y referencias |
| ----------------------------- | -------------------- | ------------------------ | --------------------------------- | ------------------------------- | ------------ | ------------ | --- |
| Jersey Championship Wrestling |                      |                          |                                   |                                 |              |              | |
| 1                             | Andrew Anderson      | 14 de abril de 2000      | JCW                               | Garfield, Nueva Jersey          | 1            | 8            | Derrotó a Nick Maddox en la final de un torneo para determinar al campeón inaugural.                                                                          |
| 2                             | Low Ki               | 22 de abril de 2000      | JCW                               | Elmwood Park, Nueva Jersey      | 1            | 181          | [ 4 ] |
| 3                             | Reckless Youth       | 20 de octubre de 2000    | Battle at Becton                  | East Rutherford, Nueva Jersey   | 1            | 142          | [ 5 ] |
| —                             | Vacante              | 3 de noviembre de 2001   | —                                 | —                               | —            | —            | Reckless Youth dejó vacante el campeonato debido a inactividad.                                                                                               |
| 4                             | Inferno              | 3 de noviembre de 2001   | JCW                               | South River, Nueva Jersey       | 1            | 322          | Se le otorgó el campeonato vacante. |
| 5                             | Crowbar              | 21 de septiembre de 2002 | It's the Big One                  | Elizabeth, Nueva Jersey         | 1            | 28           | [ 7 ] |
| 6                             | Lance Diamond        | 19 de octubre de 2002    | JCW                               | Elizabeth, Nueva Jersey         | 1            | 141          | [ 8 ] |
| 7                             | Don Montoya          | 9 de marzo de 2003       | Skin to Win                       | Paramus, Nueva Jersey           | 1            | 112          | Fue en un No Disqualification Match. |
| 8                             | Ace Darling          | 29 de junio de 2003      | For Family and Friends            | Paramus, Nueva Jersey           | 1            | 147          | [ 10 ] |
| 9                             | Slyck Wagner Brown   | 23 de noviembre de 2003  | Crazy 8                           | Garfield, Nueva Jersey          | 1            | 217          | [ 11 ] |
| 10                            | Homicide             | 27 de junio de 2004      | Jersey J-Cup                      | Garfield, Nueva Jersey          | 1            | 187          | [ 12 ] |
| —                             | Desactivado          | 31 de diciembre de 2004  | —                                 | —                               | —            | —            | Homicide ya no figuraba como Campeón de la JCW después de que la empresa cerró en 2004.                                                                       |
| 11                            | Damien Darling       | 9 de noviembre de 2013   | Playas Club Collide               | Hasbrouck Heights, Nueva Jersey | 1            | 209          | Derrotó a Erik Andretti para ganar el campeonato vacante. |
| 12                            | QT Marshall          | 6 de junio de 2014       | JCW                               | Barnegat Township, Nueva Jersey | 1            | 168          | [ 14 ] |
| 13                            | Joey Janela          | 21 de noviembre de 2014  | JCW                               | Howell Township, Nueva Jersey   | 1            | 204          | [ 15 ] |
| 14                            | Tama Tonga           | 13 de junio de 2015      | JCW Six Flags event               | Jackson, Nueva Jersey           | 1            | 182          | Durante este reinado Jersey Championship Wrestling se cambió el nombre a Game Changer Wrestling junto con sus respectivos campeonatos.                        |
| Game Changer Wrestling        |                      |                          |                                   |                                 |              |              | |
| —                             | Vacante              | 12 de diciembre de 2015  | —                                 | —                               | —            | —            | Tama Tonga dejó el campeonato vacante debido a inactividad.                                                                                                   |
| 15                            | Kyle the Beast       | 12 de marzo de 2016      | To Crown A Champion               | Howell Township, Nueva Jersey   | 1            | 350          | Derrotó a Joe Gacy, Joey Janela y Pinkie Sanchez en la final de un torneo para ganar el campeonato vacante.                                                   |
| 16                            | Matt Tremont         | 25 de febrero de 2017    | The New Face of War               | Howell Township, Nueva Jersey   | 1            | 294          | Fue en un Last Man Standing Match. |
| 17                            | Nick Gage            | 16 de diciembre de 2017  | Ready to Die: The 2nd Anniversary | Howell Township, Nueva Jersey   | 1            | 722          | Fue en un Three Layers of Hell Match. Este es el reinado más largo en la historia del campeonato.                                                             |
| 18                            | AJ Gray              | 8 de diciembre de 2019   | Long. Live. GCW.                  | Nashville, Tennessee            | 1            | <1           | Este es el reinado más corto en la historia del campeonato.                                                                                                   |
| 19                            | Rickey Shane Page    | 8 de diciembre de 2019   | Long. Live. GCW.                  | Nashville, Tennessee            | 1            | 488          | [ 21 ] |
| 20                            | Nick Gage            | 9 de abril de 2021       | rSpring Break Presented by 44OH!  | Ybor City, Florida              | 2            | 106          | Fue en un Death Match. |
| 21                            | Matt Cardona         | 24 de julio de 2021      | Homecoming Night 1                | Atlantic City, Nueva Jersey     | 1            | 42           | Durante este reinado Cardona se refería al título como el Campeonato Universal de GCW.                                                                        |
| 22                            | Jon Moxley           | 4 de septiembre de 2021  | The Art of War Games              | Hoffman Estates, Illinois       | 1            | 399          | [ 24 ] |
| 23                            | Nick Gage            | 8 de octubre de 2022     | Fight Club Night 1                | Atlantic City, Nueva Jersey     | 3            | 160          | Fue en un combate Título vs. Carrera, si Gage perdía terminaba su carrera.                                                                                    |
| 24                            | Masha Slamovich      | 17 de marzo de 2023      | Eye for an Eye                    | Nueva York, Nueva York          | 1            | 79           | Slamovich se convirtió en la primera mujer en ganar el campeonato.                                                                                            |
| 25                            | Blake Christian      | 4 de junio de 2023       | Cage of Survival 2                | Atlantic City, Nueva Jersey     | 1            | 356          | [ 27 ] |
| —                             | Vacante              | 25 de mayo de 2024       | Take A Picture                    | Chicago, Illinois               | —            | —            | Blake Christian fue despojado del título debido a su participación en el Best of the Super Juniors 31 y al no poder defender el título en Cage of Survival 3. |
| 26                            | Nick Gage            | 2 de junio de 2024       | Cage of Survival 3                | Atlantic City, Nueva Jersey     | 4            | <1           | [ 28 ] |
| 27                            | "Broski" Jimmy Lloyd | 2 de junio de 2024       | Cage of Survival 3                | Atlantic City, Nueva Jersey     | 1            | <1           | [ 29 ] |
| 28                            | Joey Janela          | 2 de junio de 2024       | Cage of Survival 3                | Atlantic City, Nueva Jersey     | 2            | <1           | [ 30 ] |
| 29                            | Mance Warner         | 2 de junio de 2024       | Cage of Survival 3                | Atlantic City, Nueva Jersey     | 1            | 392+         | [ 31 ] |

### Total de días con el título
La siguiente lista muestra el total de días que un luchador ha poseído el campeonato, si se suman todos los reinados que posee. Actualizado a la fecha del 29 de junio de 2025.
| + | Indica al campeón actual |

| N.º | Campeón              | Reinados | Total de días |
| --- | -------------------- | -------- | ------------- |
| 1   | Nick Gage            | 4        | 986           |
| 2   | Rickey Shane Page    | 1        | 488           |
| 3   | Jon Moxley           | 1        | 399           |
| 4   | Blake Christian      | 1        | 356           |
| 5   | Kyle the Beast       | 1        | 350           |
| 6   | Inferno              | 1        | 322           |
| 7   | Matt Tremont         | 1        | 294           |
| 8   | Mance Warner         | 1        | 392+          |
| 9   | Slyck Wagner Brown   | 1        | 217           |
| 10  | Damien Darling       | 1        | 209           |
| 11  | Joey Janela          | 2        | 204           |
| 12  | Homicide             | 1        | 187           |
| 13  | Tama Tonga           | 1        | 182           |
| 14  | Low Ki               | 1        | 181           |
| 15  | QT Marshall          | 1        | 168           |
| 16  | Ace Darling          | 1        | 147           |
| 17  | Reckless Youth       | 1        | 142           |
| 18  | Lance Diamond        | 1        | 141           |
| 19  | Don Montoya          | 1        | 112           |
| 20  | Masha Slamovich      | 1        | 79            |
| 21  | Matt Cardona         | 1        | 42            |
| 22  | Crowbar              | 1        | 28            |
| 23  | Andrew Anderson      | 1        | 8             |
| 24  | AJ Gray              | 1        | <1            |
| 25  | "Broski" Jimmy Lloyd | 1        | <1            |

### Mayor cantidad de reinados
| Reinados | Luchador (es) |
| -------- | ------------- |
| 4 veces  | Nick Gage     |
| 2 veces  | Joey Janela   |